# 브뤼노 에퀴엘르 망가
브뤼노 에퀴엘르 망가(프랑스어: Bruno Ecuele Manga, 1988년 7월 16일 ~ )는 현재 니오르와 가봉 국가대표팀에서 수비수로 활약하고 있는 가봉의 축구 선수이다. 그는 거친 태클을 하는 선수로 알려져 있다.
고국의 FC 105 리브르빌에서 선수 생활을 시작한 그는 2006년 프랑스 클럽 보르도에 입단하였다. 그는 리저브 팀에서 뛰었고, 1부 리그 팀인 로데스에서 임대 생활을 했지만, 2008년에 방출되기 전까지 1경기 출전에 그쳤다. 그는 이후 리그 2의 앙제에 합류해 2시즌 동안 50경기 이상 출전했고, 2010년에는 2,500만 유로의 이적료로 로리앙에 합류했다.
그는 로리앙에서 리그 1에 데뷔하였고, 프랑스 1부 리그에서 100경기 이상 출전하였다. 그는 2012-13 시즌을 앞두고 주장으로 임명되었고, 2014년까지 그 역할을 유지하다가 챔피언십의 카디프 시티와 500만 유로에 계약하였다. 그는 2017-18 시즌 챔피언십 준우승을 한 후 클럽이 프리미어리그로 승격하는 것을 돕기 전까지 4시즌을 디비전에서 보냈다.
망가는 2006년 가봉 축구 국가대표팀에 데뷔해 현재까지 87경기에 출전해 4번의 아프리카 네이션스컵에 출전했다.

## 구단 경력

### 로리앙
2010년 여름 이적시장에서 그는 2,500만 유로에 FC 로리앙에 입단하였고, 로랑 코시엘니와 교체되어 리그 1의 주전 선수가 되었다. 에퀴엘르 망가는 2-2로 비긴 오세르와의 시즌 개막전에서 첫 선발 출전을 하며, 로리앙 데뷔 전을 치렀다. 에퀴엘르 망가는 훈련 도중 햄스트링을 다쳐 곧 결장하였고, 부상으로 11월 말에 두 경기에 결장했다. 그의 시즌은 2월 중순에 허벅지를 다치면서 더욱 차질을 빚었다. 2011년 3월 12일 아를 아비뇽과의 경기에서 3-3으로 비긴 후, 에퀴엘르 망가는 3-1로 패한 몽펠리에와의 경기에서 첫 골을 넣었다. 로랑에서의 첫 시즌에, 에퀴엘르 망가는 31경기에 출전하여 득점을 올렸다.
에퀴엘르 망가의 두 번째 시즌은 그가 2011년 10월 29일 브레스투아와의 경기에서 시즌 첫 골을 넣은 것을 포함하여 12경기에서 수비수로 뛰면서 시작되었고, 부상과 출장 정지로 결장했다. 한편, 에퀴엘르 망가는 2015년까지 계약을 연장하며 클럽과 새로운 계약을 맺었다. 그는 12월 초 몽펠리에와의 경기에서 복귀 전을 치렀고, 4-0으로 패했다. 2012년 3월 17일, 에퀴엘르 망가는 브레스투아와의 경기에서 시즌 2호 골을 넣었다. 에퀴엘르 망가의 두 번째 시즌에서 32경기에 출전해 2골을 넣었지만, 에퀴엘르 망가는 유럽 전역의 클럽들이 관심을 갖자 에퀴엘르 망가에 잔류할 것이라고 발표했다.
에퀴엘르 망가는 2012년 7월 귀화로 프랑스 국적을 취득했다.

### 카디프 시티
2014년 9월 1일, 브뤼노 에퀴엘르 망가는 500만 유로에 웨일스의 카디프 시티로 이적하였고, 2017년까지 그를 유지하였다.
2014년 9월 16일, 1-0으로 패한 미들즈브러와의 경기에서, 에퀴엘르 망가는 카디프 시티 데뷔 전을 치렀다. 두 달 후인 2014년 11월 1일, 3-1로 이긴 리즈 유나이티드와의 경기에서 첫 카디프 시티 골을 넣었다. 하지만, 에퀴엘르 망가는 볼턴 원더러스와의 경기에서 무릎을 다쳐 출전하지 못했고, 2014년 12월 20일 3-2로 패한 브렌트포드와의 경기에서 시즌 13번째 선발 출전을 위해 복귀 전을 치렀다.

## 국가대표팀 경력
가봉 리브르빌에서 태어난 에퀴엘르 망가는 2006년 가봉에 의해 소집되었다. 2012년에 그는 2012년 아프리카 네이션스컵에서 4번의 국가대표팀 경기에 모두 출전했다. 그 결과, 가봉은 8강에 올랐다. 2012년 7월에 에퀴엘르 망가는 런던에서 열린 2012년 하계 올림픽에서 가봉을 대표했다. 그러나 그들은 조별 리그에서 탈락했다.